# 야로슬랍스키역
야로슬랍스키역(러시아어: Ярославский вокзал)은 러시아 모스크바에 있는 9개의 철도역 중 하나이다. 시베리아 횡단철도의 시발역이며, 몽골이나 중국 및 조선민주주의인민공화국 등지로 가는 국제 열차가 거의 대부분 출발한다.
역이 위치한 콤소몰스카야 광장을 접하고 레닌그라드스키역과 카잔스키역이 위치한다. 모스크바 지하철 1호선과 5호선의 환승역인 콤소몰스카야역이 광장에 있다. 역 건물은 블라디보스토크역과 똑같은데, 블라디보스토크역의 건물이 이 역을 따서 지어졌기 때문이다.

## 같이 보기
- 만주횡단철도
- 몽골횡단철도
- 한반도종단철도